# Islamizam
Islamizam je tumačenje i shvaćanje islama prema kojem muslimani trebaju trajno i aktivno raditi na stvaranju društva potpuno utemeljenog na islamskim zakonima i praksi.
Prema islamističkom shvaćanju vjerska i svjetovna vlast čine jednu i jedinstvenu cjelinu. Islamizam se shvaća i kao sinonim političkog islamizma, odnosno pokušaj da se iz islama izvedu rješenja za suvremene državne, društvene i političke probleme. S druge strane, radi ostvarenja islamizacije, radikalni islamizam promiče uporabu svih sredstava, uključujući i nasilnih.
U vrijeme početka modernizacije u islamskim zemljama krajem 19. i početkom stoljeća javljaju se prvi autori koji zauzimaju stajalište da u islamskim zemljama ne treba graditi političke i društvene institucije u skladu s idejama koje dolaze sa zapada, nego takve koje će biti u skladu s vjerskim naukom i tradicijom islama. Među njima se ističe pakistanski (indijski) pravnik i orijentalist Muhammad Iqbal (1877. – 1938.), koji se u političkom radu - u sklopu tadašnje Sveindijske muslimanske lige - zauzeo protiv tada modernih sekularističkih (koje umanjuju ulogu vjere u društvenom i političkom životu) i nacionalističkih (gdje bi muslimanima u političkom pogledu moglo biti značajnijim njihovo pripadanje nekoj etničkoj zajednici, od pripadnosti islamskoj vjerskoj zajednici) ideja, te za izdvajanje indijskih muslimana neovisno o njihovim dotadašnjim pripadnostima različitim etničkim zajednicama u Indiji - u zasebnu islamsku državu. Nakon Iqbalove smrti takva ideja i provedena u djelo, osnivanjem Pakistana.
U arapskim zemljama se nakon pada Osmanskog carstva islamističke ideje razvijaju uglavnom unutar Muslimanskog bratstva, osnovanog u Egiptu 1928. godine iz redova pobornika salafizma - islamističkog vjerskog pokreta koji je nastao krajem 19. stoljeća. Muslimansko bratstvo se - pod motom "Islam je naš ustav" - zauzima za posve islamski ustroj države i društva u muslimanskim zemljama, što osobito uključuje pravni ustroj zasnovan na šerijatskom pravu.
Iz redova salafističke zajednice nastao je također i Vahabizam, vjerski i politički pokret s izrazitim utjecajem u Saudijskoj arabiji, koji svoj utjecaj širi svijetom.
Oba ova salafistička pokreta bili su u sukobu sa sekularističkom ideologijom ljevičarske arapske stranke Baas, koja je 1963. godine uvela republikansku vlast u Siriji i Iraku - i nastojala svrgnuti monarhije u drugim arapskim zemljama; te šire sa sekularističkim idejama arapskih nacionalista, koji su pod vodstvom Gamala Abdela Nasera svrgnuli monarhiju u Egiptu (1952.), a pod vodstvom Muammara al-Gadafija monarhiju u Libiji (1969.). Smatra se uglavnom da su takve sekularističke ideje (i republikanske) u arapskom svijetu doživjele vrhunac krajem 1960.-ih godina, ali su zapale u krizu nakon poraza Egipta i savezničkih zemalja podržavanih od Sovjetskog saveza u Arapsko izraelskom ratu 1967. godine.
Zbog značajne - povremeno do razine neprijateljstva - podjele između muslimana šijita i sunita, islamizam koji se vezuje uz šijitski Iran je vrlo zaseban u odnosu na sunitski islamizam; makar se i kod njega inzistira na islamskoj organizaciji društva i šerijatskom pravu. Šijitski islamisti na elu s ajatolahom Homeinijem su 1979. godine izveli revoluciju u Iranu, te je Iran od tada ustrojen u skladu s njihovim idejama.
Kao islamističko djelo koje je označilo početak širenja islamizma na područjima Jugoistočne Europe, izdvaja se Islamska deklaracija Alije Izetbegovića, koja je bila ilegalno objavljena 1970. godine.
Neki teoretičari drže kako je islamizam ishod vesternizacije islama i globalizacije, nastao oblikovanjem islama u ideologiju kao odgovor na ideologije u modernom zapadu, kao što su komunizam, socijalizam i kapitalizam.
Pojedini teoretičari izjednačavaju pojam islamizma s islamskim fundamentalizmom, a pojedini i s vehabizmom.

## Vanjske poveznice
- LZMK / Proleksis enciklopedija: islamizam